# Чучер (община)
Чучер (на македонска литературна норма: Општина Чучер Сандево; на албански: Komuna e Çuçer Sandevë; на сръбски: Општина Чучер Сандево) е община, разположена в северната част на Северна Македония със седалище едноименното село Чучер (Чучер Сандево).
Общината обхваща 12 села в Скопска Църна гора на площ от 240,78 km2. Населението на общината е 9200 души (5 септември 2021), мнозинство северномакедонци с голямо албанско и сръбско малцинство. Гъстотата на населението е 35,27 жители на km2.

## Структура на населението
Според преброяването от 2002 година община Чучер има 8493 жители.
| Етническа принадлежност | Процент |
| северномакедонци        | 47,32%  |
| албанци                 | 22,88%  |
| турци                   | 0,00%   |
| роми                    | 0,27%   |
| власи                   | 0,19%   |
| сърби                   | 28,56%  |
| бошняци                 | 0,01%   |
| други                   | 0,77%   |